# Камышиное (озеро)
Камышиное (каз. Қамысты) — озеро в Алтынсаринском районе Костанайской области Казахстана. Находится в 4 км к югу от села Зуевка.
По данным топографической съёмки 1944 года, площадь поверхности озера составляет 1,72 км². Наибольшая длина озера — 1,9 км, наибольшая ширина — 1,2 км. Длина береговой линии составляет 5,2 км, развитие береговой линии — 1,12. Озеро расположено на высоте 176,3 м над уровнем моря.